# والرانو
والرانو (به ایتالیایی: Vallerano) یک کومونه در ایتالیا است که در استان ویتربو واقع شده‌است. والرانو ۱۵٫۵ کیلومتر مربع مساحت و ۲٬۶۶۷ نفر جمعیت دارد و ۳۹۰ متر بالاتر از سطح دریا واقع شده‌است.